# Книга Греха
Книга Греха — дебютный роман русского писателя Платона Беседина написанный в 2011 году.
Роман опубликован в 2012 году издательством «Алетейя» г. Санкт-Петербург.

## Сюжет
Герой романа желает участвовать в истории, поэтому состоит в тоталитарной секте и националистической партии. Он изменяет жизни людей, взрывает бомбы, громит старые порядки и, взрослея, ищет себя в мире успешных ловцов удачи.

## Персонажи
- Данила Грехов
- Нина
- Инна

## О «Книге Греха»
Сергей Шаргунов : «Такие книги читать обязательно. Хорошо, легко и жестко, написанная проза. Книга наполнена адовыми сюжетами нашей жизни, облечёнными в свежую плоть реализма и брызжущими тёплой кровью романтизма. Эта книга социально симптоматична — предвещает большие потрясения. Не говорите потом, что ничего не знали».
Максим Лаврентьев: «Досконально проработанный захватывающий сюжет и профессионально исполненный текст вполне позволяет отнести „Книгу Греха“ к первому ряду книг этого года».

## Премии
- Шорт-лист премии «Активация слова», журнал «Радуга»
- 2013 — Длинный список (лонг-лист) премии «Национальный бестселлер»